# پرستوجنگلی سینه‌سفید
پرستوجنگلی سینه‌سفید (نام علمی: Artamus leucorynchus) نام یک گونه از تیره پرستوجنگلیان است.